# Petr Hrubý (Handballspieler)
Petr Hrubý (* 16. Juli 1980 in Pardubice) ist ein ehemaliger tschechischer Handballspieler. Der Kreisläufer ist 1,87 m groß.
Hrubý begann im Alter von neun Jahren in seinem Heimatort mit dem Handballspiel; parallel dazu spielte er auch Tischtennis. Er spielte Handball zunächst in seiner Geburtsstadt und wechselte im Alter von 15 Jahren zu Dukla Prag. Bei diesem Verein debütierte er in der ersten tschechischen Liga und wechselte 2004 zur MT Melsungen in die deutsche 2. Handball-Bundesliga. Gleich in der ersten Saison stieg er mit den Hessen in die erste Handball-Bundesliga auf.
Hrubý wechselte zur Saison 2008/09 zum Stralsunder Handballverein (SHV), der in der ersten Handball-Bundesliga spielte. Er unterzeichnete im Januar 2008 einen Zweijahresvertrag, der für die erste und die zweite Bundesliga galt. Hier spielte er in der Kreismitte und trug die Rückennummer 22; wegen gesundheitlicher Probleme kam er für Stralsund nur zu wenig Einsätzen. Nach der Insolvenz des Stralsunder HV war Petr Hrubý zunächst ohne Verein, wechselte dann zum Regionalligisten Einheit Halle und stand in der Saison 2010/11 beim ThSV Eisenach unter Vertrag. Nach der Saison wechselte er in die zweite Mannschaft der MT Melsungen. Zur Saison 2017/18 wechselte er in die dritte Mannschaft der MT Melsungen. Nachdem Hrubý zuletzt in der Saison 2019/20 für die dritte Mannschaft in der Bezirksoberliga aufgelaufen war, übernahm er das Co-Traineramt der zweiten Mannschaft der MT Melsungen.
Petr Hrubý bestritt 156 Länderspiele für die tschechische Nationalmannschaft. Mit Tschechien nahm er an der Europameisterschaft (EM) 2000 und der EM 2002 teil; bei der Weltmeisterschaft 2007 in Deutschland erreichte er mit seinem Land den zwölften Platz. Er stand im Aufgebot der Nationalmannschaft für die Qualifikationsspiele zur EM 2010.
Petr Hrubý hat den Beruf eines Konditors gelernt. Er ist verheiratet und hat zwei Söhne. Seine Familie lebt in Pardubice.